# Championnats du Japon de triathlon
Les championnats du Japon de triathlon ont lieu tous les ans, sur la distance olympique (1,5-40-10) depuis la première édition en 1995.

## Palmarès du championnat du Japon courte distance élite
| Année | Hommes             | Hommes           | Hommes              | Femmes            | Femmes            | Femmes            |  |
| ----- | ------------------ | ---------------- | ------------------- | ----------------- | ----------------- | ----------------- |  |
| Année | 1995               | Yoshinori Tamura | Takumi Obara        | Motofumi Kojima   | Michiko Kobayashi | Ayako Suzuki      |  |
| 1996  | Hiro Yamaguchi     | Nobuo Kitazato   | Hideo Fukui         | Yukie Koumegawa   | Kayo Wakatsuki    | Mariko Yamazaki   |  |
| 1997  | Kenichi Hoshino    | Takumi Obara     | Junichi Yamamoto    | Machiko Nakanishi | Megumi Shigaki    |                   |  |
| 1998  | Kenichi Hoshino    | Sudo Kazuo       | Nii Shoichi         | Miyuki Biwata     | Mitzuho Nakano    |                   |  |
| 1999  | Takumi Obara       | Jiro Kikuchi     | Nii Shoichi         | Yukie Koumegawa   | Akiko Hirao       | Sakane Mika       |  |
| 2000  | Hiroteru Saito     | Teppei Takeuchi  | Makoto Nagatome     | Yukie Koumegawa   | Akiko Hirao       | Hiromi Ogawara    |  |
| 2001  | Hirokatsu Tayama   | Junichi Yamamoto | Teppei Takeuchi     | Akiko Sekine      | Kiyomi Niwata     | Machiko Nakanishi |  |
| 2002  | Hideo Fukui        | Hirokatsu Tayama | Hiroyuki Nishiuchi  | Machiko Nakanishi | Kiyomi Niwata     | Natsuki Matsumoto |  |
| 2003  | Hiroyuki Nishiuchi | Hideo Fukui      | Hirokatsu Tayama    | Kiyomi Niwata     | Machiko Nakanishi | Rika Takahashi    |  |
| 2004  | Hirokatsu Tayama   | Tsukasa Hirano   | Hiroyuki Nishiuchi  | Akiko Sekine      | Kiyomi Niwata     | Shizuka Kutsuna   |  |
| 2005  | Tsukasa Hirano     | Hirokatsu Tayama | Yūichi Hosoda       | Kiyomi Niwata     | Akiko Sekine      | Shizuka Kutsuna   |  |
| 2006  | Hirokatsu Tayama   | Hiroki Sugimoto  | Kuniaki Takahama    | Kiyomi Niwata     | Akiko Sekine      | Machiko Nakanishi |  |
| 2007  | Hirokatsu Tayama   | Hideo Fukui      | Hiroki Sugimoto     | Ai Ueda           | Akiko Sekine      | Juri Ide          |  |
| 2008  | Hirokatsu Tayama   | Harunobu Sato    | Ryosuke Yamamoto    | Juri Ide          | Kiyomi Niwata     | Mariko Adachi     |  |
| 2009  | Hirokatsu Tayama   | Ryosuke Yamamoto | Yūichi Hosoda       | Juri Ide          | Mariko Adachi     | Ai Ueda           |  |
| 2010  | Ryosuke Yamamoto   | Hirokatsu Tayama | Yūichi Hosoda       | Tomoko Sakimoto   | Ai Ueda           | Mariko Adachi     |  |
| 2011  | Yūichi Hosoda      | Ryosuke Yamamoto | Kohei Shimomura     | Juri Ide          | Ai Ueda           | Tomoko Sakimoto   |  |
| 2012  | Hirokatsu Tayama   | Ryosuke Yamamoto | Yūichi Hosoda       | Ai Ueda           | Yuko Takahashi    | Juri Ide          |  |
| 2013  | Hirokatsu Tayama   | Yūichi Hosoda    | Kohei Shimomura     | Ai Ueda           | Yuko Takahashi    | Tomoko Sakimoto   |  |
| 2014  | Hirokatsu Tayama   | Yūichi Hosoda    | Shiruba Taniguchi   | Yuka Sato         | Ai Ueda           | Yuko Takahashi    |  |
| 2015  | Jumpei Furuya      | Yūichi Hosoda    | Kohei Tsubaki       | Ai Ueda           | Yuka Sato         | Yuko Takahashi    |  |
| 2016  | Hirokatsu Tayama   | Jumpei Furuya    | Yūichi Hosoda       | Ai Ueda           | Yuko Takahashi    | Sena Takahashi    |  |
| 2017  | Hirokatsu Tayama   | Yūichi Hosoda    | Makoto Odakura      | Yuka Sato         | Yuko Takahashi    | Sega Fuka         |  |
| 2018  | Takumi Hojo        | Jumpei Furuya    | Yūichi Hosoda       | Yuko Takahashi    | Yuka Sato         | Niina Kishimoto   |  |
| 2019  | Takumi Hojo        | Jumpei Furuya    | Makoto Odakura      | Yuko Takahashi    | Shinna Kishimoto  | Kei Fukuoka       |  |
| 2020  | Kenji Nener        | Takumi Hojo      | Junpei Furuya       | Ai Ueda           | Chisato Nakajima  | Sakai Miyu        |  |
| 2021  | Yuichi Hosoda      | Teppei Tokuyama  | Shirahane Taniguchi | Ai Ueda           | Aoï Kuramoto      | Arika Nakayama    |  |
| 2022  | Makoto Odakura     | Ryoya Tamasaki   | Kyotaro Yoshikawa   | Manami Hayashi    | Kei Fukuoka       | Eda Yoshiko       |  |
| 2023  | Kenji Nener        | Satoshi Iwamoto  | Teppei Tokuyama     | Yuko Takahashi    | Manami Hayashi    | Sakai Miyu        |  |
| 2024  | Takumi Hojo        | Genta Uchida     | Ren Sato            | Yuko Takahashi    | Manami Hayashi    | Yuka Sato         |  |